# La danza del corvo
La danza del corvo (Korpinpolska) è un film drammatico del 1980, scritto, diretto e prodotto da Markku Lehmuskallio. È il primo lungometraggio diretto dal regista finlandese dopo alcuni brevi documentari girati negli anni settanta.
È stato presentato in concorso alla 30ª edizione del Festival di Berlino, dove si è aggiudicato due riconoscimenti speciali.

## Trama
Una giovane coppia vive insieme con il vecchio padre della donna in una remota regione della Finlandia in equilibrio con la natura. Il marito va a caccia per sostenere se stesso e la moglie e questo lo mette nei guai con la polizia, che un giorno lo multa per aver piazzato delle trappole. Intanto, una squadra di costruzioni abbatte gli alberi per realizzare un'autostrada, facendo crescere l'antagonismo tra la vita tranquilla della giovane famiglia e l'intrusione della civiltà.

## Distribuzione
Dopo la proiezione al Festival di Berlino e l'anteprima a Nurmijärvi del 28 febbraio 1980, il film è stato distribuito in Finlandia dal 14 marzo e in Svezia dal successivo 5 maggio. Nel mese di ottobre è stato mostrato al Chicago International Film Festival.

### Date di uscita
- Finlandia (Korpinpolska) - 14 marzo 1980
- Svezia (Korpens polska) - 5 maggio 1980
- USA (The Raven's Dance) - 6 novembre 1980
- Giappone (The Raven's Dance) - 7 novembre 1981

## Riconoscimenti
1980
- Festival internazionale del cinema di Berlino
Orso d'argento, menzione d'onore
Premio OCIC Award, raccomandazione speciale
Nomination Orso d'oro
- Chicago International Film Festival
Nomination Gold Hugo per il miglior film
- Jussi Awards
Miglior sonoro a Antero Honkanen
Miglior team